# 592
El 592 (DXCII) fou un any de traspàs començat en dimarts del calendari julià.

## Esdeveniments
- El sistema fiscal de Barcelona és regulat per l'Epistola de fisco Barcinonensis.[1]
- II Concili de Saragossa[2]

## Naixements
- Austràsia ? - Ita Idoberga, fundadora de l'abadia de Nivelles i santa de l'Església catòlica.[3]
- Umar ibn al-Khattab, creador del calendari àrab.[cal citació]

## Defuncions
- Chalon-sur-Saône, regne de Borgoya - Guntram de Borgonya, rei franc de Borgonya[4]
- Faroald I, primer duc d'Spoleto[5]